# Amaradix bitterrootensis
Amaradix bitterrootensis är en loppart som först beskrevs av Dunn 1923.  Amaradix bitterrootensis ingår i släktet Amaradix och familjen fågelloppor.

## Underarter
Arten delas in i följande underarter:
- A. b. bitterrootensis
- A. b. vonfintelis